# 中島寶三
中島 寶三（なかじま ほうぞう、1904年5月27日 - 没年不詳）は、日本の映画監督、脚本家である。本名同じ、新漢字表記中島 宝三。

## 人物・来歴
1904年（明治37年）5月27日に生まれる。正確な生地は伝えられていないが、九州出身とみなされている。
高等商業学校（現在の新制大学経済学部に相当）を卒業後、1922年（大正11年）、満18歳にして映画の制作プロダクションを九州で設立するが、1年半で解散、機材を含めた全財産を整理し、親から勘当を受ける。岸松雄が執筆した『日本映画監督全集』（キネマ旬報社）によれば、1923年（大正12年）9月、東亜キネマに入社、翌1924年（大正13年）、牧野省三に監督助手・脚本見習として師事する旨の記述があるが、東亜キネマが設立されたのは同年12月であり、東亜キネマが牧野省三の撮影所を買収するのは翌年6月である。記録に残る最初の脚本作品は、牧野省三が東亜キネマと決別し、御室撮影所を新設して設立したマキノ・プロダクションが製作、1925年（大正14年）8月28日に公開した『白虎隊』（総監督マキノ省三、監督勝見正義）である。1926年（大正15年）12月15日に公開された『照る日くもる日 第三篇』では、マキノ省三総監督のもと「監督」とクレジットされている。単独クレジットによる監督デビュー作は1927年（昭和2年）4月15日公開の『紫地獄』であるとされる。一本立ちした中島に師事した助監督に藤田潤一がおり、藤田は多く中島の脚本を手がけた>。
1929年（昭和4年）7月25日、師事した牧野省三が死去したのち、マキノ正博による新体制において15作を監督したが、1930年（昭和5年）末をもって同社を退社、帝国キネマ演芸に移籍した。1931年（昭和6年）8月28日、同社が新興キネマに改組されると、継続的に新興キネマ京都太秦撮影所（現在の東映東京撮影所）に入社したが、1932年（昭和7年）末には東京に移住し、河合映画製作社に移籍した。1933年（昭和8年）6月、同社が大都映画に改組されると、継続的に大都に入社、1941年（昭和16年）末まで多くの映画を演出した。大都映画で中島に師事した助監督には佐伯幸三がいた。
1943年（昭和18年）、中島は陸軍報道班員として徴用され、フィリピンのマニラに赴任した。このとき、マキノ時代の同僚であった山上伊太郎（1903年 - 1945年）も同船であったという。このときの報道班員は中島・山上のほかに、荒井良平、日夏英太郎、山内俊英、吉田百助、樋口哲雄、内海信二らがいた。以降、映画界からは姿を消した。
第二次世界大戦後は、別府市観光協会が1950年（昭和25年）4月15日に発行した『観光別府』に『映画と劇場』という記事を執筆している。1955年（昭和30年）7月に発行された『愛媛教育時報』第8巻第9号に『三輪田米山』という記事を寄稿している。没年不詳。

## フィルモグラフィ
クレジットは特筆以外すべて「監督」である。公開日の右側には監督を含む監督以外のクレジットがなされた場合の職名、および東京国立近代美術館フィルムセンター（NFC）、マツダ映画社所蔵等の上映用プリントの現存状況についても記す。同センター等に所蔵されていないものは、とくに1940年代以前の作品についてはほぼ現存しないフィルムである。資料によってタイトルの異なるものは併記した。

### マキノ御室撮影所
すべて製作は「マキノ御室撮影所」、配給は「マキノ・プロダクション」、すべてサイレント映画である。
- 『白虎隊』 : 総監督マキノ省三（牧野省三）、監督勝見正義、原作岡本綺堂、主演中村歌三郎、1925年8月28日公開 - 脚本
- 『猿』 : 監督富沢進郎、主演実川延松、1925年11月6日公開 - 原作・脚本
- 『快傑夜叉王 前篇』 : 監督牧野省三、監督補橋本佐一呂、主演市川右太衛門、1926年2月11日公開 - 脚本
- 『快傑夜叉王 後篇』 : 監督牧野省三、監督補橋本佐一呂、主演市川右太衛門、1926年2月19日公開 - 脚本
- 『修羅八荒 解決篇 前後篇』 : 総監督マキノ省三、原作行友李風、脚本西條照太郎、主演月形龍之介、1926年9月3日公開 - 監督補、『修羅八荒 后篇』の題で10分の断片が現存（NFC所蔵[5]）
- 『照る日くもる日 第三篇』 : 総監督マキノ省三、原作大佛次郎、脚本並木狂太郎（並木鏡太郎）、主演大谷友三郎、1926年12月15日公開 - 監督
- 『稲妻 前篇』 : 総監督牧野荘造（牧野省三）、共同監督人見吉之助、原作・脚本西條照太郎、主演大谷友三郎、1927年2月17日公開
- 『紫地獄』 : 原作・脚本椎名良太、主演若松文男、1927年4月15日公開
- 『万花地獄 第一篇』 : 原作吉川英治、主演片岡千恵蔵、1927年5月6日公開 - 脚本・監督、『萬花地獄』の題で1分の断片が現存（NFC所蔵[5]）
- 『万花地獄 第二篇』 : 原作吉川英治、主演片岡千恵蔵、1927年6月10日公開 - 脚本・監督
- 『万花地獄 第三篇』 : 監督補杉本九一郎、原作吉川英治、主演片岡千恵蔵、1927年7月8日公開 - 脚本・監督
- 『アイヌの娘』 : 監督補杉本九一郎、主演武井龍三、1927年8月26日公開 - 原作・脚本・監督
- 『万花地獄 第四篇』（『萬花地獄 第四篇』[4]） : 原作吉川英治、主演片岡千恵蔵、1927年9月23日公開 - 脚本・監督
- 『旅の者心中』 : 原作長谷川伸、脚本瀬川与志、主演嵐長三郎（嵐寛寿郎）、1927年10月21日公開
- 『合点勘次』 : 監督マキノ省三、原作・脚本寿々喜多呂九平、主演中根龍太郎、1927年12月31日公開 - マキノ正博・松田定次とともに補助監督
- 『将軍家紛失』 : 主演マキノ潔、1927年製作・公開 - 脚本・監督
- 『越後獅子 人情篇』（『越後獅子 小品三曲集の内人情篇』[4]） : 主演マキノ潔、1928年1月5日公開 - 原作・脚本・監督
- 『ある日の家斉』（『或る日の家斉』[4]） : 主演マキノ潔、1928年1月21日公開 - 脚本・監督
- 『武士道華やかりしき頃 仇討篇』（『武士道華かなりし頃』[4]） : 原作・脚本杉本九一郎、主演小金井勝、1928年1月24日公開
- 『倶利加羅峠 愛怨篇』（『倶利伽羅峠』[4]） : 原作・脚本都村健、主演市川小文治、1928年2月3日公開
- 『万花地獄 第五篇』（『萬花地獄 第五篇』[4]） : 監督押本七之助（押本七之輔）、原作吉川英治、主演片岡千恵蔵、1928年3月1日公開 - 脚本のみ
- 『娘天晴れよう惚れた』（『娘天晴れ好う惚れた』[4]） : 主演武井龍三、1928年4月9日公開 - 原作・脚本・監督
- 『首斬地蔵』（『首切地蔵』[4]） : 主演小金井勝、1928年6月1日公開 - 脚本・監督
- 『百三十里はるばると』 : 主演荒木忍、1928年6月1日公開 - 原作・脚本・監督
- 『捕吏』 : 脚本関口光昭、主演高木新平、1928年7月6日公開 - 原作・監督
- 『白龍踊る 第一篇』（『白竜躍る 第一篇』[4]） : 原作吉川莚、主演実川芦雁、1928年8月15日公開 - 脚本・監督
- 『白龍踊る 第二篇』（『白竜躍る 第二篇』[4]） : 原作吉川莚、主演実川芦雁、1928年9月7日公開 - 脚本・監督
- 『白龍踊る 第三篇』（『白竜躍る 第三篇』[4]） : 原作吉川莚、主演実川芦雁、1928年9月28日公開 - 脚本・監督
- 『孝女よし江』 : 主演マキノ博子、1928年10月22日公開 - 脚本・監督
- 『江戸ッ子』（『江戸っ子』[4]） : 主演高木新平、1928年12月7日公開 - 原作・脚本・監督
- 『柳生二蓋笠』 : 主演市川幡谷、1928年12月12日公開 - 原作・脚本・監督
- 『阿呆重』 : 主演市川米十郎、1929年1月20日公開 - 原作・脚本・監督
- 『水戸黄門 東海道篇』（『水戸黄門』[4]） : 原案マキノ省三、主演市川幡谷、1929年2月1日公開 - 脚本・監督
- 『大化新政』 : 総監督・原案マキノ省三、脚本瀬川与志、主演南光明、1929年3月1日公開 - 二川文太郎・稲葉蛟児・金森万象・マキノ正博・松田定次・押本七之助・吉野二郎とともに監督補助
- 『豊大閤 足軽篇』 : 総指揮・立案マキノ省三、主演河津清三郎、1929年3月21日公開 - 脚本・監督
- 『剣侠乱舞 前篇』 : 原作森岡多作、主演河津清三郎、1929年4月26日公開 - 脚本・監督
- 『後の水戸黄門』[3][4]（『続 水戸黄門 山陽道篇』[4]） : 主演市川幡谷、1929年5月17日公開 - 原作・脚本
- 『剣侠乱舞 後篇』 : 原作森岡多作、脚本藤田潤一、主演河津清三郎、1929年5月31日公開
- 『怪異千姫狂乱』（『千姫狂乱』[4]） : 主演小金井勝、1929年7月5日公開 - 脚本・監督
- 『西南戦争』 : 原作平山芦江、脚本藤田潤一、主演東條猛、1929年10月4日公開
- 『荒木又右衛門 全五篇』 : 総指揮・原案マキノ省三、脚本瀬川与志、主演、1929年11月1日公開 - マキノ正博・二川文太郎・押本七之助・金森万象・吉野二郎とともに監督
- 『奴浪人』 : 脚本若思瑠璃雄、主演河津清三郎、1929年11月22日公開 - 原作・監督
- 『四谷六法 白柄組』（『白柄組』[4]） : 主演谷崎十郎、1929年12月31日公開 - 原作・脚本・監督
- 『松竹梅女三勇士』 : 脚本瀬川与志、主演マキノ智子、1930年1月10日公開
- 『巷譚 両国橋』（『両国橋』[4]） : 原作・脚本藤田潤一、主演沢田敬之助、1930年1月10日公開
- 『日本巌窟王 前篇』（『日本岩窟王 前篇』[4]） : 原作前田曙山、主演河津清三郎、1930年3月14日公開 - 脚本・監督
- 『日本巌窟王 後篇』（『日本岩窟王 後篇』[4]） : 原作前田曙山、主演河津清三郎、1930年4月4日公開 - 脚本・監督
- 『本朝野士縁起 第一篇』 : 原作直木三十五、脚本藤田潤一、主演小金井勝、1930年5月1日公開
- 『吉原百人斬』 : 原案石崎彦一、主演小金井勝、1930年6月6日公開 - 脚本・監督
- 『熊本城非常警砲』 : 原作平山芦江、脚本藤田潤一、主演南光明、1930年7月1日公開
- 『侠艶三人男』[4] : 主演松浦築枝、1930年8月15日公開 - 根岸東一郎・金森万象とともに脚本・監督
- 『お化同心』 : 主演沢田敬之助、1930年9月5日公開 - 原作・脚本・監督
- 『浮世絵双紙』 : 主演沢田敬之助、1930年9月20日公開 - 原作・脚本・監督
- 『侠艶三人女 お葉の巻 お良の巻 幾松の巻』[3][4] : 主演松浦築枝、1930年10月17日公開 - 根岸東一郎・金森万象とともに脚本および根岸東一郎・金森万象・マキノ正博とともに監督
- 『信州侠客伝』（『信州侠客陣』[4]） : 原作牧内武司、主演市川米十郎、1930年11月14日公開 - 脚本・監督、『兇状旅信州路』の題で70分尺で現存（NFC所蔵[5]）

### 帝国キネマ
すべて製作・配給は「帝国キネマ演芸」、すべてサイレント映画である。
- 『安兵衛十八番斬』 : 主演河津清三郎、1931年1月5日公開 - 脚本・監督
- 『奇兵隊』（『血祭奇兵隊』[4]） : 原作・脚本赤星三平、主演市川玉太郎（三代目市川荒太郎）、1931年3月4日公開
- 『血吹雪元禄絵巻』 : 主演森静子、1931年4月8日公開 - 原作・脚本・監督
- 『忍術浪速行脚』（『忍術浪花行脚』[4]） : 原作・脚本星島三平、主演市川玉太郎（三代目市川荒太郎）、1931年5月15日公開
- 『仇討日本晴 忠の巻 大石父子』（『仇討日本晴 大石父子』[4]） : 原作・脚本上島量、主演明石緑郎、1931年7月8日公開
- 『生首供養』 : 原作・脚本赤星三平、主演雲井竜之助（雲井竜之介）、1931年7月22日公開

### 新興キネマ
すべて製作・配給は「新興キネマ」、すべてサイレント映画である。
- 『噫呼中村大尉』（『嗚呼中村大尉』[4]） : 原作・脚本入江一夫、主演中野英治、1931年10月4日公開
- 『旅鴉一本刀』 : 原作行友李風、脚本上島量、主演雲井竜之介、1931年11月21日公開
- 『身変り紋三 前篇 白虎跳梁』（『身売り紋三 前篇』[4]） : 原作野村胡堂、脚本上島量、主演雲井竜之助、1932年1月28日公開
- 『身変り紋三 後篇 青竜天上』（『身変り紋三 後篇 青龍天上篇』[4]） : 原作野村胡堂、脚本上島量、主演雲井竜之助、1932年2月11日公開
- 『享保旗本くづれ』（『享保旗本くずれ』[4]） : 原作・脚本山内英三、主演阪東扇太郎、1932年4月27日公開
- 『旅姿水戸中納言』 : 原作・脚本赤星三平、主演嵐璃徳、1932年7月23日公開
- 『愛と憎しみ 涙の惨劇』 : 原作・脚本八尋不二、主演徳川良子、1932年10月29日公開 - 監督、71分尺で現存（NFC所蔵[5]）
- 『剣侠一代男』 : 脚本八尋不二、主演小金井勝、1932年12月25日公開

### 河合映画製作社
特筆以外すべて製作・配給は「河合映画製作社」、すべてサイレント映画である。
- 『艶説 刺青倚譚』 : 原作・脚本不明、主演市川百々之助・久野あかね、製作市川百々之助プロダクション、配給河合映画製作社、1933年4月27日公開
- 『天蓋浪々記 刃影抹殺篇』（『天蓋浪々記 前篇』[4]） : 原作・脚本小鍛治泰輔、主演海江田譲二・琴糸路、1933年5月4日公開
- 『天蓋浪々記 完結篇』 : 原作・脚本小鍛治泰輔、主演海江田譲二・琴糸路、1933年5月18日公開

### 大都映画
特筆以外すべて製作・配給は「大都映画」、後期の特筆以外すべてサイレント映画である。
- 『江戸剣飛脚』 : 原作・脚本小鍛治泰輔、主演海江田譲二・大和玉枝、製作海江田譲二プロダクション、配給大都映画、1933年7月20日公開
- 『江戸猟奇噺 黒法師 第一話』（『黒法師 第一話』[4]） : 原作・脚本小鍛治泰輔、主演市川百々之助・久野あかね、製作市川百々之助プロダクション、配給大都映画、1933年7月30日公開
- 『元和三勇士 竜虎発端篇』 : 脚本阿部三之輔、主演桂章太郎、1933年9月14日公開
- 『霧の中の仁侠児』 : 原作・脚本小狸一平、主演桂章太郎、1933年10月5日公開
- 『浮世絵信州攻め』（『浮世絵信州攻』[4]） : 脚本小狸一平、主演桂章太郎、1933年11月8日公開
- 『漁夫の蘇生』 : 原作・脚本小鍛治泰輔、主演沢田敬之助、1933年11月15日公開
- 『大岡政談 旗本御羽織衆』 : 脚本小狸一平、主演阿部九州男、1933年12月14日公開
- 『颶風の剣士 前篇』 : 原案河合徳三郎、脚本山本三八、主演阿部九州男、1934年1月5日公開
- 『颶風の剣士 後篇』 : 原案河合徳三郎、脚本山本三八、主演阿部九州男、1934年1月15日公開
- 『明暗風流陣』 : 脚本小狸一平、主演桂章太郎、1934年2月8日公開
- 『名君道中記』 : 原案河合徳三郎、脚本佐伯幸三、主演桂章太郎、1934年3月2日公開
- 『黄金飛脚』 : 脚本小狸一平、主演桂章太郎、1934年3月22日公開
- 『元禄女六法』 : 脚本山本三八、主演桂章太郎、1934年4月5日公開
- 『桜吹雪源太時雨』 : 脚本小狸一平、主演桂章太郎、1934年5月10日公開
- 『旅姿人斬右門』 : 原作・脚本小狸一平、主演桂章太郎、1934年6月7日公開
- 『木曾路の流れ星』 : 原作河合徳三郎、脚本小狸一平、主演桂章太郎、1934年6月28日公開
- 『やきもち喧嘩』 : 原作・脚本小狸一平、主演三城輝子、1934年6月28日公開
- 『気まぐれ伊太郎』 : 脚本小狸一平、主演桂章太郎、1934年7月19日公開
- 『奴大平記』 : 原作・脚本小狸一平、主演桂章太郎、1934年8月22日公開
- 『日本巌窟王 天地鳴動篇 天の巻』（『日本岩窟王 天地鳴動篇』[4]） : 原作河合徳三郎、脚本星光男、主演桂章太郎、1934年11月8日公開
- 『日本巌窟王 疾風迅雷篇』（『日本岩窟王 疾風迅雷篇』[4]） : 原作河合徳三郎、脚本不明、主演桂章太郎、1934年11月22日公開
- 『血祭男一代記』（『血祭一代男』[4]） : 脚本小狸一平、主演阿部九州男、1934年11月30日公開
- 『艶説お登勢殺し』 : 原作・脚本小狸一平、主演都健太郎、1934年12月19日公開
- 『消ゆる短剣 大阪落城の巻』（『消ゆる短剣 前篇』[4]） : 原作・脚本小狸一平、主演阿部九州男、1934年12月31日公開
- 『消ゆる短剣 王政復古の巻』（『消ゆる矩剣 後篇』[4]） : 原作・脚本小狸一平、主演阿部九州男、1935年1月10日公開
- 『奇兵隊異聞 誉れの旅人』 : 原作・脚本小狸一平、主演阿部九州男、1935年1月30日公開
- 『あばれ菩薩振袖お蝶 前篇』 : 原作葉多黙太郎、主演阿部九州男、1935年2月28日公開 - 脚本・監督
- 『あばれ菩薩振袖お蝶 後篇』（『あばれ薩摩振袖お蝶 後篇』[4]） : 主演阿部九州男、1935年3月14日公開
- 『伊達男血笑記』 : 原作・脚本小狸一平、主演阿部九州男、1935年3月28日公開
- 『国柱日蓮大聖人』 : 原作河合淳文、主演阿部九州男、サウンド版、1935年4月3日公開 - 脚本・監督
- 『三日月次郎吉』 : 原作・脚本小狸一平、主演阿部九州男、1935年5月15日公開
- 『狂乱雪女郎 前篇』 : 原作・脚本小狸一平、主演阿部九州男、1935年6月27日公開
- 『狂乱雪女郎 後篇』 : 原作・脚本小狸一平、主演阿部九州男、1935年7月21日公開
- 『子別れ地蔵』 : 原作・脚本尾崎英雄、主演阿部九州男、1935年8月15日公開
- 『妖雲怪奇城』 : 原作・脚本尾崎英雄、主演近衛十四郎、1935年11月7日公開
- 『影法師第一話 黒髪峠』 : 原作・脚本小狸一平、主演松山宗三郎（小崎政房）、1935年11月28日公開
- 『曲斬り八天狗』 : 原作・脚本不明、主演松山宗三郎、1936年2月6日公開
- 『花柳情話 親どり子どり』（『親どり子どり』[4]） : 原作佐伯幸三、脚本小狸一平、主演松山宗三郎、1936年2月13日公開
- 『百万石加賀の若殿』 : 原作・脚本小狸一平、主演近衛十四郎、1936年2月20日公開
- 『父と子』 : 原作佐伯幸三、脚本小狸一平、主演琴糸路・松山宗三郎、1936年2月27日公開
- 『都会の旋風』 : 原作佐伯幸三、脚本小狸一平、主演松山宗三郎、1936年3月12日公開
- 『マネキン大将』 : 原作有田彰夫、脚本佐伯幸三、主演山吹徳二郎、1936年5月7日公開
- 『万花飛竜剣』（『万花飛竜劔』[4]） : 原作・脚本小狸一平、主演松山宗三郎、1936年6月18日公開
- 『てるてる天助 前篇』 : 原作吉本三平、脚本有田彰夫、主演大岡怪童、1936年7月8日公開
- 『闇に叫ぶ声』（『闇に呼ぶ声』[4]） : 原作・脚本小狸一平・有田彰夫・佐伯幸三、主演琴糸路、1936年8月6日公開
- 『大東京の悲劇』 : 原作小狸一平、脚本不明、主演最上伸、1936年9月16日公開
- 『直参そろばん剣法』 : 原作・脚本小狸一平、主演大乗寺八郎、1936年9月23日公開
- 『落花の舞 粂三髷跳躍篇』（『落花の舞 前篇』[4]） : 原作前田曙山、脚本佐伯幸三、主演三城輝子、1936年11月5日公開
- 『落花の舞 情熱地獄篇後篇』 : 原作前田曙山、脚本佐伯幸三、主演三城輝子、1936年11月19日公開
- 『水戸黄門漫遊記』 : 原作劔三平、脚本佐伯幸三、主演久松玉城、1937年2月11日公開
- 『白柄伊達若衆』 : 原作・脚本小狸一平、主演杉山昌三久、1937年2月18日公開
- 『踊る百万両 天の巻』（『躍る百万両 天の巻』[4]） : 原作・脚本劔三平・佐伯幸三、主演杉山昌三久、1937年4月1日公開
- 『踊る百万両 地の巻』 : 原作・脚本劔三平・佐伯幸三、主演杉山昌三久、1937年4月8日公開
- 『忍術戦場ケ岳』（『忍術戦場ヶ厳』[4]） : 原作・脚本劔三平、主演杉山昌三久、1937年4月22日公開
- 『安兵衛生立 孝子迷の印籠』（『孝子迷ひの印籠』[4]） : 原作・脚本劔三平・佐伯幸三、主演藤間林太郎、サウンド版、1937年4月29日公開
- 『血煙鳴海街道』 : 原作・脚本劔三平、主演阿部九州男、1937年5月13日公開
- 『神風竜騎隊 前篇』 : 主演杉山昌三久、サウンド版、1937年7月1日公開 - 原作・脚本・監督
- 『神風竜騎隊 後篇』 : 主演杉山昌三久、1937年7月8日公開
- 『女児雷也』 : 原作・脚本劔三平・佐伯幸三、主演三城輝子、1937年8月19日公開
- 『六太の武士道』 : 原作・脚本木村実、主演大乗寺八郎、1937年9月8日公開
- 『旗本五人男』 : 原作木村実、脚本劔三平、主演杉山昌三久、1937年9月23日公開
- 『昇る太陽 前篇』 : 原作前田孤泉、脚本吉田竹二、主演杉山昌三久、サウンド版、1937年11月3日公開
- 『昇る太陽 後篇』 : 原作前田孤泉、脚本吉田竹二、主演杉山昌三久、サウンド版、1937年11月10日公開
- 『飛竜斑天狗』 : 原作・脚本劔三平、主演杉山昌三久、サウンド版、1937年12月8日公開
- 『弁天小町奴』 : 原作・脚本劔三平、主演杉山昌三久、1938年1月5日公開
- 『出世加賀鳶』 : 原作・脚本有田彰夫、主演杉山昌三久、サウンド版、1938年1月15日公開
- 『寛永閑諜往来』（『寛永間諜往来』[4]） : 原作・脚本峯銀平、主演阿部九州男、1938年2月10日公開
- 『戦国夜話出世高虎』（『出世高虎』[4]） : 原作・脚本劔三平、主演松山宗三郎、1938年3月10日公開
- 『烈士 村上喜剣』 : 原作・脚本劔三平、主演杉山昌三久、1938年3月31日公開
- 『燃ゆる渦巻 前篇』 : 原作前田曙山、脚本木村桂三、主演三城輝子、解説版、1938年4月14日公開
- 『段七千断れ雲』 : 脚本劔三平、主演杉山昌三久、1938年6月16日公開 - 監督、38分尺で現存（マツダ映画社所蔵[12]）
- 『鉄仮面の騎士 前篇』（『鉄假面の騎士 前篇』[4]） : 脚本劔三平、主演阿部九州男、1938年7月14日公開
- 『燃ゆる渦巻 後篇』 : 共同監督佐伯幸三、脚本前田曙山、脚本木村桂三、解説版、1938年7月21日公開
- 『鉄仮面の騎士 後篇』 : 脚本劔三平、主演阿部九州男、解説版、1938年7月28日公開
- 『元禄伝法ぶし』 : 原作・脚本劔三平、主演松山宗三郎、解説版、1938年9月15日公開
- 『侠艶録』 : 原作佐藤紅緑、主演三城輝子、1938年10月27日公開 - 脚本・監督
- 『旗本総登城』 : 原作・脚本劔三平、主演大乗寺八郎、1938年11月10日公開
- 『本朝怪猫伝』 : 原作劔三平、脚本不明、主演久松玉城、トーキー、1939年1月15日公開
- 『誓ひの乳母車』 : 主演藤間林太郎、トーキー、1939年3月1日公開 - 脚本・監督、43分尺で現存（NFC所蔵[5]）
- 『美女夫三国一』 : 原作・脚本劔三平、主演阿部九州男、トーキー、1939年3月30日公開
- 『大岡政談 鞍馬獅子』 : 脚本不明、主演杉山昌三久、トーキー、1939年5月11日公開
- 『宵祭り千両婿』 : 原作木村桂三、主演松山宗三郎、トーキー、1939年6月8日公開 - 脚本・監督
- 『怪談小夜ケ渕』（『怪談小夜ケ淵』[4]） : 原作劔三平、脚本不明、主演三城輝子、トーキー、1939年7月13日公開
- 『怒濤菩薩』（『怒涛菩薩』[4]） : 脚本不明、主演杉山昌三久、トーキー、1939年8月10日公開
- 『長脇差東海しぐれ』 : 脚本早乙女三郎、主演杉山昌三久、トーキー、1939年10月19日公開
- 『悲願不知火噺』（『悲願白縫噺』[4]） : 脚本早乙女三郎、主演阿部九州男、トーキー、1939年10月26日公開
- 『男唄木曾路の嵐』 : 原作劔三平、脚本早乙女三郎、主演杉山昌三久、トーキー、1939年11月30日公開
- 『疾風紅騎隊』 : 原作・脚本若杉伴作、主演杉山昌三久、トーキー、1940年1月15日公開
- 『妖雲白粉蜥蝪 後篇』 : 脚本不明、主演大乗寺八郎、トーキー、1940年2月8日公開
- 『花に競ひて長兵衛売出す』 : 原作・脚本伊勢野重任、主演阿部九州男、トーキー、1940年4月3日公開
- 『桜川出世幟』 : 原作・脚本木村桂三、主演杉山昌三久、トーキー、1940年5月15日公開
- 『日本巌窟王 後篇』 : 原作前田曙山、脚本伊勢野重任、主演本郷秀雄、トーキー、1940年5月30日公開
- 『風雲男一代』 : 原作武内紅子、主演阿部九州男、トーキー、1940年7月18日公開 - 脚本・監督
- 『隠密縁起 前篇』 : 原作野村胡堂、脚本若杉伴作、主演阿部九州男、トーキー、1940年10月17日公開
- 『隠密縁起 後篇』 : 原作野村胡堂、脚本若杉伴作、主演阿部九州男、トーキー、1940年10月17日公開
- 『清水二十八人衆』 : 脚本不明、主演大乗寺八郎、トーキー、1940年11月14日公開
- 『勤王大和桜』 : 原作劔三平、脚本原一、主演杉山昌三久、トーキー、1940年12月31日公開
- 『逢初峠』 : 原作陣出達朗、共同脚本木村桂三、主演阿部九州男、トーキー、1941年4月3日公開 - 脚本・監督
- 『黄金蟻地獄』 : 原作村田吉邦、脚本若杉伴作、主演阿部九州男、トーキー、1941年5月22日公開
- 『よみうり評判男』 : 原作宇佐美彪[4]、脚本厚木三人、主演杉山昌三久、トーキー、1941年7月7日公開 - 監督、51分尺で現存（NFC所蔵[5]）
- 『五人の看護婦』（『五人看護婦』[4]） : 原作鮎沢浩、脚本武蔵賛平、主演久野あかね、トーキー、1941年11月13日公開 - 広瀬正明・佐伯幸三と共同で監督